# Thomas Grochowiak
Thomas Grochowiak (* 2. Dezember 1914 in Recklinghausen; † 25. November 2012 in Karlsruhe) war ein deutscher Maler und Museumsdirektor.

## Leben
Thomas Grochowiak wurde als Sohn eines Bergarbeiters geboren. Nach Volks- und Oberrealschule begann er 1932 eine Lehre als Dekorations- und Plakatmaler. 1938 wurde er Leiter der Werbeabteilung eines Kaufhauskonzerns und besuchte Abendkurse in Malen und Zeichnen, unter anderem an der Werkkunstschule Dortmund. Auch während seines Wehrdienstes zwischen 1939 und 1945 zeichnete und malte Grochowiak. Die in dieser Zeit entstandenen Bilder verhalfen ihm nach Kriegsende in einer ersten Ausstellung zu unerwartetem Erfolg.
1948 begründete er mit den Künstlerkollegen Gustav Deppe, Ernst Hermanns, Emil Schumacher, Heinrich Siepmann und Hans Werdehausen die Gruppe junger westen. Er gehörte von 1950 bis 1979 zur Leitung der Ruhrfestspiele, zudem war er von 1954 bis 1980 Direktor der Städtischen Museen Recklinghausen, ab 1969 auch der Städtischen Galerie Schloss Oberhausen. 1955 reiste er als Gast des British Council nach London.
Von 1965 bis 1969 wirkte Grochowiak als Generalkommissar für die Deutsche Sektion der Biennale von Paris und von 1971 bis 1978 in derselben Funktion für die Deutsche Sektion der Triennale–India, Neu-Delhi. Grochowiak war eines der drei Ehrenmitglieder des Deutschen Künstlerbundes und arbeitete von 1979 bis 1985 als dessen Präsident. 1985 war er Ehrengast der Villa Massimo sowie 1987 der Villa Romana in Florenz.
Seit 1948 hatte Thomas Grochowiak viele Ausstellungen im In- und Ausland. Er lebte und arbeitete in Kuppenheim bei Baden-Baden, Recklinghausen und Andalusien. Am 25. November 2012 starb Grochowiak im Alter von 97 Jahren in Karlsruhe.

## Werke
Viele Werke von Thomas Grochowiak sind in öffentlichen Sammlungen zu sehen: Sammlung des Belgischen Staates; Museum Bochum; Städtische Kunstsammlungen, Darmstadt; Bundeskunstsammlung; Museum am Ostwall, Dortmund; Kunstmuseum Gelsenkirchen; Kunsthalle Hamburg; Niedersächsisches Landesmuseum Hannover; Staatliche Kunsthalle Karlsruhe; Museum Ludwig, Köln; LWL-Landesmuseum für Kunst und Kulturgeschichte, Münster; National Gallery of Modern Art, New Delhi; Kunsthalle Recklinghausen; Staatsgalerie Stuttgart; Märkisches Museum Witten.

## Ehrungen
- 1969: Verdienstkreuz 1. Klasse der Bundesrepublik Deutschland
- 1972: Verleihung des Professorentitels durch die Landesregierung Nordrhein-Westfalen
- 1977: Verleihung des Ehrenrings der Ruhrfestspiele »Otto-Burrmeister-Ring«
- 1980: Großes Verdienstkreuz der Bundesrepublik Deutschland
- 1986: Ehrenmitglied des Deutschen Künstlerbundes, Berlin
- 1988: Verdienstorden des Landes Nordrhein-Westfalen
- 1991: Preis Künstler in Baden-Baden der Gesellschaft der Freunde junger Kunst Baden-Baden
- 1995: Ehrenbürger der Stadt Recklinghausen
- 2010: Verleihung der Baden-Baden-Medaille
- 2011: Stadtehrennadel in Gold der Stadt Kuppenheim

## Filme/Video/Audio
- 1990: WDR Westdeutscher Rundfunk Köln, „Hier bin ich – Meidner“. Annäherung an den Expressionisten Ludwig Meidner. Filmporträt, mit Thomas Grochowiak als Zeitzeugen. Autor: Jörn Staeger. Länge: 29 Minuten
- 1991: SWF Südwestrundfunk Baden-Baden, „Tonmalereien | Oliver Amadeus Kayser am Klavier mit Klanginterpretationen der Gemälde von Thomas Grochowiak.“ Filmreportage. Sendung im August 1991, Länge: 45 Minuten
- 1991: ARD, „Lust auf Farbe – von Mozart inspiriert“. Ein Film von Ingrid LaPlante über Thomas Grochowiak.
- 2004: Kunstverein Offenburg, „Matinee mit Thomas Grochowiak im Kunstverein Offenburg.“ Thomas Grochowiak berichtet aus seinem Leben über Kunst, Künstler und seinen eigenen Werdegang. Videoaufzeichnung im März 2004. Länge: 47 Minuten. Auf der Website Thomas Grochowiak --> Bibliografie / Media
- 2005: TV Emscher-Lippe, Eröffnung der Ausstellung im Museum Gelsenkirchen: „Malerische Kompositionen zu F. D. R. Kuhlau von Thomas Grochowiak“. Sendung am 2. Februar 2005. Länge: 5 Minuten
- 2005: SWR2 Südwestrundfunk, „Zeitgenossen – Thomas Grochowiak, Maler“, im Gespräch mit Günter Schehl. Sendung am 20. November 2005, 14.05 Uhr. Länge: 45 Minuten
- 2007: WDR 5 Westdeutscher Rundfunk Köln, Erlebte Geschichten: „Von einem, der auszog Maler zu werden“. Thomas Grochowiak und die Kunstszene der Nachkriegszeit. Sendung am 25. November 2007, Länge: 22 Minuten